# Communauté de communes du Val ès Dunes
Ne doit pas être confondu avec Communauté de communes Val ès dunes.
La communauté de communes du Val ès Dunes est une ancienne communauté de communes française, située dans le département du Calvados et la région Normandie.

## Historique
Elle est créée par arrêté du 13 décembre 2002.
Le 1er janvier 2017, elle fusionne avec une partie de la communauté de communes Entre bois et marais (sans les communes de Saint-Samson, Escoville, Touffréville et Troarn) et la commune de Condé-sur-Ifs (issue de la communauté de communes de la Vallée d'Auge) au sein de la communauté de communes Val ès dunes,.

## Territoire communautaire

### Composition
Elle était composée des 17 communes suivantes :
| Nom                       | Code Insee | Gentilé          | Superficie (km2) | Population (dernière pop. légale) | Densité (hab./km2) |
| ------------------------- | ---------- | ---------------- | ---------------- | --------------------------------- | ------------------ |
| Argences (siège)          | 14020      | Argençais        | 9,76             | 3 940 (2022)                      | 404                |
| Airan                     | 14005      | Airannais        | 13,5             | 669 (2014)                        | 50                 |
| Bellengreville            | 14057      | Bellengrevillais | 10,15            | 1 474 (2022)                      | 145                |
| Billy                     | 14074      |                  | 6,78             | 393 (2014)                        | 58                 |
| Cagny                     | 14119      | Cagnisiens       | 8,46             | 2 075 (2022)                      | 245                |
| Canteloup                 | 14134      | Cantelouais      | 2,32             | 189 (2022)                        | 81                 |
| Cesny-aux-Vignes          | 14149      |                  | 4,19             | 419 (2022)                        | 100                |
| Chicheboville             | 14158      | Chichebovillais  | 7,54             | 506 (2014)                        | 67                 |
| Cléville                  | 14163      | Clévillais       | 8,53             | 391 (2022)                        | 46                 |
| Conteville                | 14176      | Contevillois     | 4,14             | 95 (2014)                         | 23                 |
| Fierville-Bray            | 14268      | Fiervillais      | 12,66            | 530 (2014)                        | 42                 |
| Frénouville               | 14287      | Frénouvillais    | 6,45             | 2 022 (2022)                      | 313                |
| Moult                     | 14456      | Moultais         | 10,26            | 2 179 (2014)                      | 212                |
| Ouézy                     | 14482      |                  | 4,55             | 232 (2022)                        | 51                 |
| Poussy-la-Campagne        | 14517      |                  | 4,08             | 101 (2014)                        | 25                 |
| Saint-Ouen-du-Mesnil-Oger | 14637      | Mesnilogerais    | 5,89             | 227 (2022)                        | 39                 |
| Vimont                    | 14761      | Vimontais        | 8,96             | 884 (2022)                        | 99                 |

## Administration

### Siège
Le siège de la communauté de communes était situé à Argences

### Les élus
Le conseil communautaire de la communauté de communes se compose de 33 conseillers représentant chacune des communes membres et élus pour une durée de six ans.
Ils sont répartis comme suit :
| Nombre de délégués | Communes              |
| ------------------ | --------------------- |
| 7                  | Argences              |
| 4                  | Moult, Frénouville    |
| 3                  | Bellengreville, Cagny |
| 1 (+ 1 suppléant)  | les autres communes   |

### Présidence
| Période                                  | Période       | Identité      | Étiquette | Qualité                                          |
| ---------------------------------------- | ------------- | ------------- | --------- | ------------------------------------------------ |
| décembre 2002                            | décembre 2016 | Xavier Pichon | PRG       | Maire adjoint puis conseiller municipal de Moult |
| Les données manquantes sont à compléter. |               |               |           |                                                  |